# 1979년 롯데 자이언트 시즌
1979년 롯데 자이언트 시즌은 롯데 자이언트가 실업리그에 참가한 4번째 시즌이다. 박영길 감독이 팀을 이끈 2번째 시즌이며, 팀은 창단 첫 코리안시리즈 우승을 달성했다.

## 선수단
- 투수 : 유남호, 정선두
- 포수 : 조용선, 최정기
- 내야수 : 김한근, 박순철, 이근식, 이광렬, 차영화, 이기호
- 외야수 : 김형운, 이해창, 정현발, 김성호, 장정호, 정문섭
- 지명타자 : 이원녕

## 성적
- 부산시장기 예선 탈락
- 1차리그 라이온즈리그 1위/5팀
- 1차 결승리그 2위/4팀
- 백호기 4강
- 서라벌기 준우승
- 3차리그 라이온즈리그 5위/5팀
- 4차리그 라이온즈리그 4위/5팀
- 5차리그 라이온즈리그 2위/5팀
- 5차 결승리그 2위/4팀
- 코리안 시리즈 1위/7팀

## 특이 사항
- 이원녕 : 31경기 연속 안타 신기록

## 수상
- 정선두 : 서라벌기 감투상, 라이온즈리그 다승 1위, 라이온즈리그 ERA 3위
- 최정기 : 서라벌기 미기상
- 김한근 : 서라벌기 타격왕
- 이해창 : 리그 최고수훈선수상, 라이온즈리그 도루왕
- 박영길 : 리그 최우수감독상
- 한수길 (롯데 자이언트 부장) : 지도상
- 한영국 (롯데제과 상무이사) : 공로상
- 신준호 (롯데제과 사장) : 특별상

## 같이 보기
- 1980년 롯데 자이언트 시즌